# Falling Stars
«Falling Stars» (рус. Падающие звёзды) — сингл молдавской певицы Лидии Исак, представленный ею в конкурсе «Евровидение-2016» в Стокгольме.

## Участие в конкурсе песни Евровидение
Для участия Молдавии в «Евровидение 2016» Телерадио-Молдова организовали национальный отбор «O Melodie Pentru Europa 2016». Сначала имелось 47 претендентов на участие в конкурсе, затем перед жюри выступили уже только 24. После проведения национального отбора победила песня Лидии Исак «Falling Stars», набрав большее количество очков от жюри и зрительского телеголосования. Песня была выпущена в цифровом формате 28 марта 2016 года. Лидия выступила в первом полуфинале конкурса 10 мая 2016 года внутри арены Эрикссон-Глоб, но в финал с песней не прошла.

## Композиция
| №  | Название        | Автор(ы)                                                         | Длительность |
| -- | --------------- | ---------------------------------------------------------------- | ------------ |
| 1. | «Falling Stars» | Габриэль Аларес, Себастьян Лестейпиер, Эллен Берг, Леонид Гуткин | 2:58         |